# جيريمي جيبس
جيريمي جيبس (بالإنجليزية: Jeremy Gibbs)‏ هو لاعب كرة القدم الكندية أمريكي، ولد في 3 يوليو 1985 في ستيلووتر في الولايات المتحدة.

## وصلات خارجية
- جيريمي جيبس على موقع JustSportsStats.com (الإنجليزية)